# Ivar Lundgren
Ivar Leander Lundgren, född 9 juli 1931 i Lagan i Kronobergs län, är en svensk författare. 
Lundgren har arbetat som journalist på tidningen Dagen och på tidningen Dagens Nyheter. Han har även varit verksam som politiskt sakkunnig på Utrikesdepartementet, samt som direktor för biståndsorganisationen Läkarmissionen.
Han har gett ut ett 15-tal böcker. Bland annat: Ny pingst - Rapport från en väckelse i gamla kyrkor (1970), Den nya väckelsen (1972), Lewi Pethrus i närbild (1973), Georg - Herrens revolutionär (1975), Rikare liv - en bok om Harry Lindquist (1980), I kärlekens tecken (1983), Georg - visionären (1984), Maria Magdalena (1990), Livets pris (2004), Tro för tvivlare, Samtal om tro, Ansgar (2015).